# واندر گرل
دختر شگفت‌انگیز یا واندر گرل (به انگلیسی: Wonder Girl) عنوان چهار شخصیت خیالی ابرقهرمان در کتاب‌های کامیک آمریکایی منتشر شده توسط دی‌سی کامیکس است. نخستین دختر شگفت‌انگیز نسخه جوان زن شگفت‌انگیز به عنوان یک نوجوان بود. دومین نفر دایانا تروی، و سومین نفر کاساندرا سنداِسمارک بودند. این عنوان همچنین توسط دروسیلا، شخصیتی که یک بار در سال ۱۹۶۹ حضور پیدا کرد نیز استفاده شد که بعدها به شدت دستخوش تغییر قرار گرفت و در مجموعه تلویزیونی زن شگفت‌انگیز (۱۹۷۵) با بازی دبرا وینگر نمایش داده شد.